# Barcice (województwo pomorskie)
Barcice – wieś w Polsce, położona w województwie pomorskim, w powiecie kwidzyńskim, w gminie Ryjewo przy drodze wojewódzkiej nr 602.
W latach 1975–1998 miejscowość należała administracyjnie do województwa elbląskiego.
Barcice to dawne miejscowości Schweingrube, Tragheimerweide i Zwanzigerweide, połączone w jeden organizm wiejski w roku 1928. Według pruskiej inwentaryzacji z 1789 roku były zamieszkane głównie przez mennonitów. Prawdopodobnie w 1776 roku mennonici zbudowali we wsi bettenhaus – ich jedyny dom modlitwy na prawym brzegu Wisły między Kwidzynem a Malborkiem, obok którego zlokalizowali cmentarz. W 1866 w południowej części wsi powstał nowy, nieistniejący już dzisiaj murowany bettenhaus wraz z cmentarzem na sztucznie usypanych wzniesieniach zwanych terpem.
Obydwa XVIII-wieczne cmentarze (wśród pól na początku wsi i na polanie leśnej w bok od centrum) posiadają zachowane i zadbane liczne nagrobki mennonickie.